# Tigre Celta

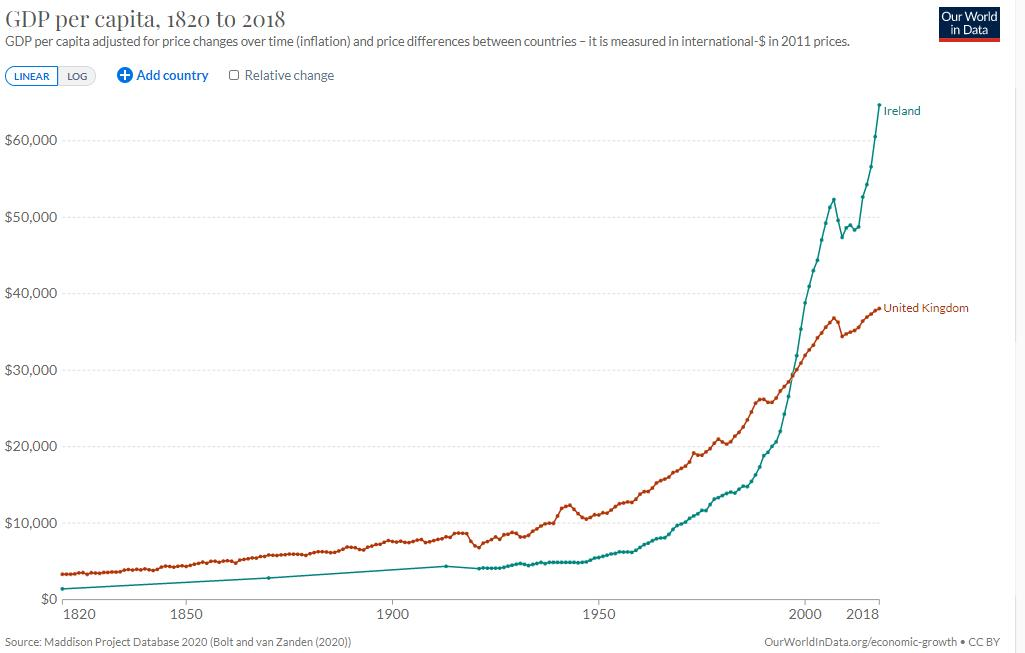
Evolució històrica del PIB per càpita d'Irlanda i el Regne Unit

El "Tigre Celta" (en irlandès: An Tíogar Ceilteach) és un terme que es refereix a l'economia d'Irlanda des de mitjans de la dècada de 1990 fins a finals de la dècada de 2000, un període de ràpid creixement econòmic real impulsat per la inversió estrangera directa. El boom es va veure esmorteït per una bombolla immobiliària posterior que va provocar una greu recessió econòmica.
A principis de la dècada de 1990, Irlanda era un país relativament pobre segons els estàndards d'Europa occidental, amb una pobresa elevada, un atur elevat, una inflació i un creixement econòmic baix. L'economia irlandesa es va expandir a un ritme mitjà del 9,4% entre el 1995 i el 2000, i va continuar creixent a un ritme mitjà del 5,9% durant la dècada següent fins al 2008, quan va caure en recessió. El ràpid creixement econòmic d'Irlanda s'ha descrit com un exemple rar d'un país occidental que coincideix amb el creixement de les nacions de l'Àsia oriental, és a dir, els "Quatre Tigres asiàtics".
L'economia va experimentar una davallada dramàtica des del 2008, molt afectada per la crisi financera mundial i la consegüent crisi del deute europeu, amb una contracció del PIB del 14% i els nivells d'atur augmentant fins al 14% el 2011. La crisi econòmica i financera va durar fins al 2014; l'any 2015, amb una taxa de creixement del 6,7%, va marcar l'inici d'un nou període de fort creixement econòmic.

## Terme
El terme col·loquial "tigre celta" s'ha utilitzat per referir-se al propi país, i als anys associats al boom. El primer ús registrat de la frase es troba en un informe de Morgan Stanley de 1994 de Kevin Gardiner. El terme es refereix a la semblança d'Irlanda amb els tigres d'Àsia oriental: Hong Kong, Singapur, Corea del Sud i Taiwan durant els seus períodes de ràpid creixement entre principis dels anys seixanta i finals dels noranta. Un Tíogar Ceilteach, la versió en irlandès del terme, apareix a la base de dades de terminologia Foras na Gaeilge i s'ha utilitzat en contextos governamentals i administratius almenys des de 2005.
El període del tigre celta també s'ha anomenat "El boom" o "Miracle econòmic d'Irlanda". Durant aquest temps, el país va viure un període de creixement econòmic que el va transformar d'un dels països més pobres d'Europa occidental a un dels més rics. Les causes del creixement d'Irlanda són objecte de cert debat, però el crèdit s'ha donat principalment al desenvolupament econòmic impulsat per l'estat; associació social entre empresaris, govern i sindicats; augment de la participació de les dones en la força de treball; dècades d'inversió en educació superior nacional; orientació de la inversió estrangera directa; un tipus baix de l'impost de societat; una mà d'obra de parla anglesa; i la pertinença a la Unió Europea, que proporcionava pagaments de transferència i accés d'exportació al Mercat Únic.
A mitjans de 2007, arran de la creixent crisi financera mundial, el tigre celta gairebé havia mort. Alguns crítics, com David McWilliams, que ja feia temps que advertia sobre un col·lapse imminent, van concloure: "El cas és clar: un govern desafiat econòmicament, influenciat perniciosament pels interessos del lobby de l'habitatge, ho va fer volar tot. L'episodi irlandès s'estudiarà internacionalment en els propers anys com a exemple sobre com no fer les coses."
L'historiador Richard Aldous va dir que ara el tigre celta ha anat pel "camí del dodo". A principis de 2008, molts comentaristes pensaven que era probable un aterratge suau, però al gener de 2009 semblava possible que el país pogués patir una depressió. A principis de gener de 2009, The Irish Times, en un editorial, va declarar: "Hem passat del Tigre Celta a una època de por financera amb la sobtada d'un naufragi a l'estil del Titanic, llançat des de la comoditat, fins i tot el luxe, a un mar fred d'incertesa". El febrer de 2010, un informe de Davy Research va concloure que Irlanda havia "mal aprofitat en gran manera" els seus anys d'alts ingressos durant el boom, amb l'empresa privada invertint la seva riquesa "en els llocs equivocats". Va comparar el creixement d'Irlanda amb altres petits països de la zona euro com Finlàndia i Bèlgica – assenyalant que la riquesa física d'aquests països supera la d'Irlanda a causa de la seva infraestructura de transport, xarxa de telecomunicacions i serveis públics "molt superiors".

## Economia del tigre
Del 1995 al 2000, la taxa de creixement del PIB va oscil·lar entre el 7,8 i l'11,5%; després es va alentir entre el 4,4 i el 6,5% del 2001 al 2007. Durant aquest període, el PIB irlandès per càpita va augmentar dràsticament fins a igualar, i finalment superar, el de tots els estats menys un d'Europa occidental. Tot i que el PIB no representa el nivell de vida, i el PNB es va mantenir per sota del PIB, el 2007, el PNB va assolir el mateix nivell que altres països d'Europa occidental.

### Causes
L'historiador R.F. Foster argumenta que la causa va ser una combinació d'un nou sentit de la iniciativa i l'entrada de corporacions nord-americanes com Intel. Conclou que els principals factors van ser els baixos impostos, les polítiques reguladores favorables a les empreses i una mà d'obra jove i coneixedora de tecnologia. Per a moltes multinacionals, la decisió de fer negocis a Irlanda es va facilitar encara gràcies als generosos incentius de l'Autoritat de Desenvolupament Industrial. A més, l'adhesió a la Unió Europea va ser útil, donant al país un accés lucratiu als mercats als quals abans només havia arribat a través del Regne Unit, i aportant grans subsidis i capital d'inversió a l'economia irlandesa.

#### Política fiscal
Molts economistes atribueixen el creixement d'Irlanda a una taxa d'imposició corporativa baixa (del 10 al 12,5% a finals de la dècada de 1990). Des de 1956, els successius governs irlandesos han dut a terme polítiques de baixa fiscalitat.

#### Fons Estructurals i de Cohesió de la Unió Europea
Des que va entrar a la UE el 1973, Irlanda ha rebut més de 17.000 milions d'euros en fons estructurals i de cohesió de la UE. Aquests estan formats pel Fons Europeu de Desenvolupament Regional (FEDER) i el Fons Social Europeu (FSE) i es van utilitzar per augmentar la inversió en el sistema educatiu i construir infraestructures físiques. Aquests pagaments de transferència dels membres de la Unió Europea, com Alemanya i França, arribaven al 4% del producte nacional brut (PNB) d'Irlanda. Irlanda és únic entre els països de cohesió, ja que ha destinat fins a un 35% dels seus fons estructurals a inversions en recursos humans, en comparació amb una mitjana d'al voltant del 25% per a altres receptors de fons de cohesió. L'augment de la capacitat productiva de l'economia irlandesa de vegades s'atribueix a aquestes inversions, que van fer Irlanda més atractiva per a les empreses d'alta tecnologia, tot i que l'Institut llibertari Cato ha suggerit que els pagaments de transferència de la UE eren econòmicament ineficients i poden haver alentit el creixement. La conservadora Heritage Foundation també va atribuir als pagaments de transferència un paper important en la causa del creixement.

#### Comerç dins de la Unió Europea
La pertinença d'Irlanda a la UE des de 1973 va ajudar el país a accedir als grans mercats europeus. El comerç d'Irlanda havia estat anteriorment predominantment amb el Regne Unit.

#### Polítiques industrials
A la dècada de 1990, la prestació de subvencions i capital d'inversió per part d'organitzacions estatals irlandeses (com IDA Ireland, és a dir, Industrial Development Agency Ireland) va animar empreses d'alt perfil, com Dell, Intel i Microsoft, a ubicar-se a Irlanda; aquestes empreses es van sentir atretes a Irlanda per la seva pertinença a la UE, els seus salaris relativament baixos, les subvencions governamentals i els baixos tipus d'impostos. Enterprise Ireland, una agència estatal, proporciona suport financer, tècnic i social a les empreses emergents. A més, la construcció del Centre Internacional de Serveis Financers a Dublín va provocar la creació de 14.000 llocs de treball de gran valor en els sectors comptable, legal i de gestió financera.
El juliol de 2003, el govern va establir la Science Foundation Ireland de manera estatutària per promoure l'educació per a carreres altament qualificades, especialment en biotecnologia i tecnologia de la informació i les comunicacions, amb el propòsit addicional d'invertir en iniciatives científiques que tenen com a objectiu millorar el coneixement econòmic d'Irlanda.

#### Geografia i demografia
La diferència de fus horari permet als empleats irlandesos i britànics treballar la primera part de cada dia mentre dormen els treballadors nord-americans. Les empreses nord-americanes es van sentir atretes a Irlanda pels costos salarials barats en comparació amb el Regne Unit i per la intervenció limitada del govern en els negocis.
 en comparació amb altres membres de la UE, i particularment amb països de l'Est d'Europa. La creixent estabilitat a Irlanda del Nord provocada per l'Acord del Divendres Sant va establir encara més la capacitat d'Irlanda per proporcionar un entorn empresarial estable.
Els treballadors irlandesos poden comunicar-se eficaçment amb els nord-americans – especialment en comparació amb els d'altres salaris baixos, nacions de la UE no angloparlants, com Portugal i Espanya; aquest factor era vital a les empreses nord-americanes que van triar Irlanda per a la seva seu europea. També s'ha argumentat que el dividend demogràfic de l'augment de la proporció de treballadors a dependents a causa de la caiguda de la fecunditat i l'augment de la participació femenina en el mercat laboral, va augmentar la renda per càpita.

## Impacte del creixement econòmic

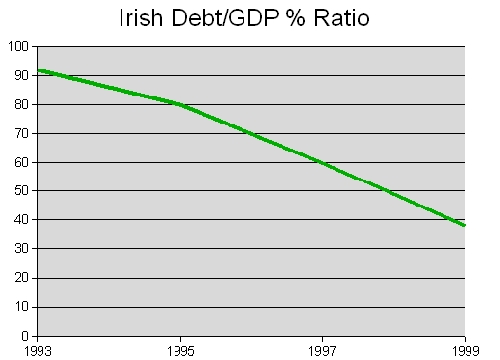
El deute públic com a percentatge del PIB va disminuir significativament durant la dècada de 1990.

Irlanda va passar de ser d'un dels països més pobres d'Europa occidental a un dels més rics. Els ingressos disponibles es van disparar fins a nivells rècord, la qual cosa va permetre un augment enorme de la despesa dels consumidors amb les vacances estrangeres que representaven més del 91% de la despesa total de vacances el 2004. No obstant això, la bretxa entre les llars d'ingressos més alts i més baixos es va ampliar en el període de cinc anys fins al 2004–2005; en resposta, l'Institut d'Investigació Econòmica i Social (Economic and Social Research Institute o ESRI) va declarar l'any 2002: "En conjunt, els pressupostos dels darrers 10 a 20 anys han estat més favorables als grups d'ingressos alts que als grups de renda baixa, però especialment durant els períodes de alt creixement". L'atur va baixar del 18% a finals de la dècada de 1980 al 4,5% a finals de 2007, i els salaris industrials mitjans van créixer a una de les taxes més altes d'Europa. La inflació va augmentar un 5% anual cap al final del període "Tigre", fet que va fer pujar els preus irlandesos als de l'Europa nòrdica, tot i que els salaris són aproximadament els mateixos que al Regne Unit. El deute nacional s'havia mantingut constant durant el boom, però la ràtio PIB/deute va augmentar, a causa de l'espectacular augment del PIB.
La nova riquesa va donar lloc a grans inversions en la modernització de les infraestructures i les ciutats irlandeses. El Pla de Desenvolupament Nacional va comportar millores a les carreteres i es van desenvolupar nous serveis de transport, com les línies de tren lleuger de Luas, el túnel del port de Dublín i l'ampliació del ferrocarril de suburbi de Cork. Les autoritats locals van millorar els carrers de la ciutat i van construir monuments com el Spire of Dublin. Un acadèmic va dir el 2008 que el tradicional esmorzar irlandès jumbo es va convertir "potser en el símbol definitiu de la nostra contemporània Celtic Tigerland", producte del conglomerat irlandès IAWS i menjat pels treballadors ocupats que compraven menjar a les botigues de servei de les estacions de servei.
La tendència d'emigració neta d'Irlanda es va invertir a mesura que la república es va convertir en una destinació per als immigrants. Això va canviar significativament la demografia irlandesa i va donar lloc a l'expansió del multiculturalisme, particularment a les zones de Dublín, Cork, Limerick i Galway. Es va estimar el 2007 que el 10% dels residents irlandesos eren nascuts a l'estranger; la majoria dels nouvinguts eren ciutadans de Polònia i dels estats bàltics, molts dels quals van trobar feina als sectors del comerç al detall i dels serveis. Un estudi realitzat el 2006 va trobar que molts irlandesos consideraven la immigració com un factor important per al progrés econòmic. A Irlanda, molts joves van abandonar el camp rural per viure i treballar als centres urbans. Molta gent a Irlanda creu que el creixent consumisme durant els anys de boom va erosionar la cultura del país, amb l'adopció dels ideals capitalistes nord-americans. Si bé els llaços econòmics històrics d'Irlanda amb el Regne Unit sovint havien estat objecte de crítiques, Peader Kirby va argumentar que els nous vincles amb l'economia nord-americana es van rebre amb un "silenci satisfet". No obstant això, veus de l'esquerra política han denunciat la filosofia "més a prop de Boston que de Berlín" del govern demòcrata progressista de Fianna Fáil. Escriptors com William Wall, Mike McCormick i Gerry Murphy han satiritzat aquests desenvolupaments. La riquesa creixent es va culpar de l'augment dels nivells de delinqüència entre els joves, especialment la violència relacionada amb l'alcohol com a conseqüència de l'augment del poder adquisitiu. Tanmateix, també va anar acompanyat d'un augment ràpid de l'esperança de vida i d'una qualitat de vida molt alta; el país va ocupar el primer lloc a l'índex de qualitat de vida de 2005 de The Economist, caient al 12è el 2013.
L'èxit creixent de l'economia d'Irlanda va encoratjar l'emprenedoria i la presa de riscos, qualitats que havien estat latents durant els períodes econòmics pobres. Tanmateix, tot i que existeix una semblança de cultura d'emprenedoria, les empreses de propietat estrangera representen el 93% de les exportacions d'Irlanda.

## Desacceleració del creixement, 2001-2003
El creixement del tigre celta es va alentir juntament amb la desacceleració de l'economia mundial el 2002 després de set anys d'alt creixement.
L'economia es va veure afectada negativament per una gran reducció de la inversió en la indústria mundial de la tecnologia de la informació (TI). La indústria s'havia expandit en excés a finals de la dècada de 1990, i el seu patrimoni borsari va disminuir bruscament. Irlanda era un actor important en la indústria de les TI: el 2002, havia exportat serveis informàtics per valor de 10.400 milions de dòlars, en comparació amb els 6.900 milions dels EUA. Irlanda va representar aproximadament el 50% de tot el programari envasat per al mercat massiu venut a Europa l'any 2002 (OCDE, 2002; OCDE, 2004).
La febre aftosa i els atemptats de l'11 de setembre de 2001 van danyar els sectors agrícola i turístic d'Irlanda , dissuadir els turistes nord-americans i britànics. Diverses empreses van traslladar les seves operacions a Europa de l'Est i a l'República Popular de la Xina a causa d'un augment dels costos salarials irlandesos, les primes d'assegurança i una reducció general de la competitivitat econòmica d'Irlanda. L'augment del valor de l'euro va afectar les exportacions que no provenen de la UEM, especialment les dels EUA i el Regne Unit.
Al mateix temps, les economies globals van experimentar una desacceleració. L'economia nord-americana va créixer només un 0,3% a l'abril, maig i juny del 2002 respecte a l'any anterior, i la Reserva Federal va fer 11 retallades de tipus aquell any. en un intent d'estimular l'economia nord-americana. La UE va créixer amb prou feines durant tot l'any 2002, i molts governs dels seus membres (sobretot a Alemanya i França) van perdre el control de les finances públiques, provocant grans dèficits que van trencar els termes del Pacte d'Estabilitat i Creixement de la UEM.
La recessió econòmica a Irlanda no va ser una recessió sinó una desacceleració del ritme d'expansió econòmica. Els signes d'una recuperació es van fer evidents a finals del 2003, ja que els nivells d'inversió dels EUA van tornar a augmentar. Molts economistes alts han criticat durament el govern pel desequilibri econòmic a favor de la indústria de la construcció i la perspectiva de mantenir el creixement econòmic en el futur.

### Ressorgiment posterior al 2003

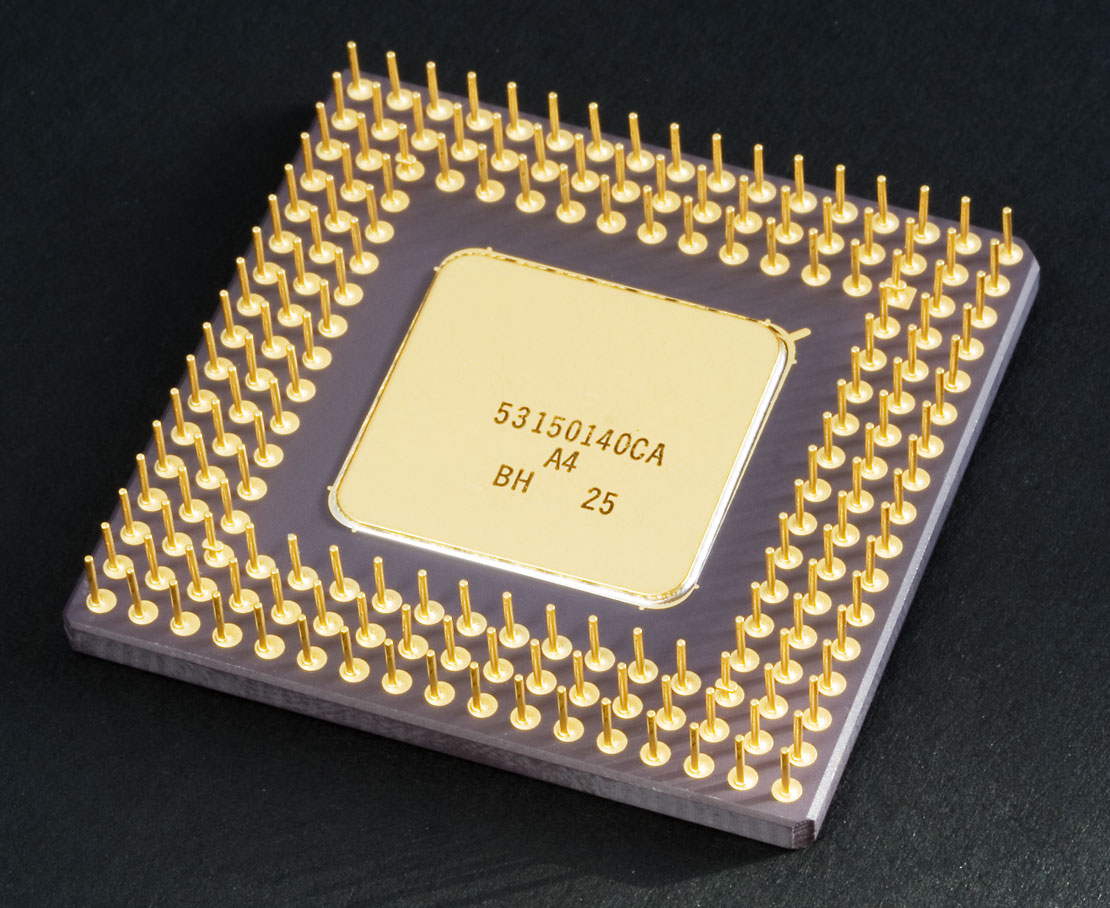
El sector de les tecnologies de la informació va ser un factor important en el boom econòmic irlandès

Després de la desacceleració dels anys 2001 i 2002, el creixement econòmic irlandès va començar a accelerar-se de nou a finals de 2003 i 2004. Alguns mitjans van considerar que era una oportunitat per documentar el retorn del Tigre Celta – ocasionalment es refereix a la premsa com "Celtic Tiger 2" i "Celtic Tiger Mark 2". El 2004, el creixement irlandès va ser el més alt, amb un 4,5%, dels estats de l'UE-15, i es preveia una xifra similar per al 2005. Aquestes taxes contrasten amb les taxes de creixement de l'1% al 3% de moltes altres economies europees, com ara França, Alemanya i Itàlia. El ritme d'expansió dels préstecs a les llars del 2003 al 2007 va ser dels més alts de la zona de l'euro
L'any 2006, es va produir un augment de la inversió estrangera directa i un augment net de 3.795 llocs de treball recolzats per l'IDA, amb els serveis financers i internacionals que tenien la taxa de creixement més alta. Les raons de la continuació del boom econòmic irlandès van ser una mica controvertides a Irlanda. Alguns economistes, activistes pels drets civils i comentaristes socials han dit que el creixement al llarg d'aquest període només es va deure a un gran augment del valor de les propietats i a la recuperació del creixement de l'ocupació en el sector de la construcció.
A nivell mundial, la recuperació dels EUA va impulsar l'economia d'Irlanda a causa dels estrets vincles econòmics d'Irlanda amb els EUA. La caiguda del turisme com a conseqüència de la febre aftosa i els atacs de l'11 de setembre de 2001 s'havien revertit. La recuperació de la indústria global de la tecnologia de la informació també va ser un factor; Irlanda va produir El 25% de tots els ordinadors europeus, i Apple, Dell (la principal planta de fabricació europea era a Limerick), HP i IBM tenien operacions importants a Irlanda.
Hi havia hagut una inversió renovada per part de les empreses multinacionals. Intel havia reprès la seva expansió irlandesa, Google va crear una oficina a Dublín, Abbott Laboratories estava construint una nova instal·lació irlandesa, i Bell Labs planejava obrir una futura instal·lació. A nivell nacional, es va establir un nou organisme estatal, Science Foundation Ireland, per promoure noves empreses científiques a Irlanda La maduració dels fons de l'esquema d'estalvi del govern SSIA va relaxar les preocupacions dels consumidors sobre la despesa i, per tant, va impulsar el creixement de les vendes al detall.
El setembre de 2009, Tánaiste Mary Coughlan va dir que Irlanda havia perdut terreny en competitivitat internacional cada any des de l'any 2000.

## Desafiaments

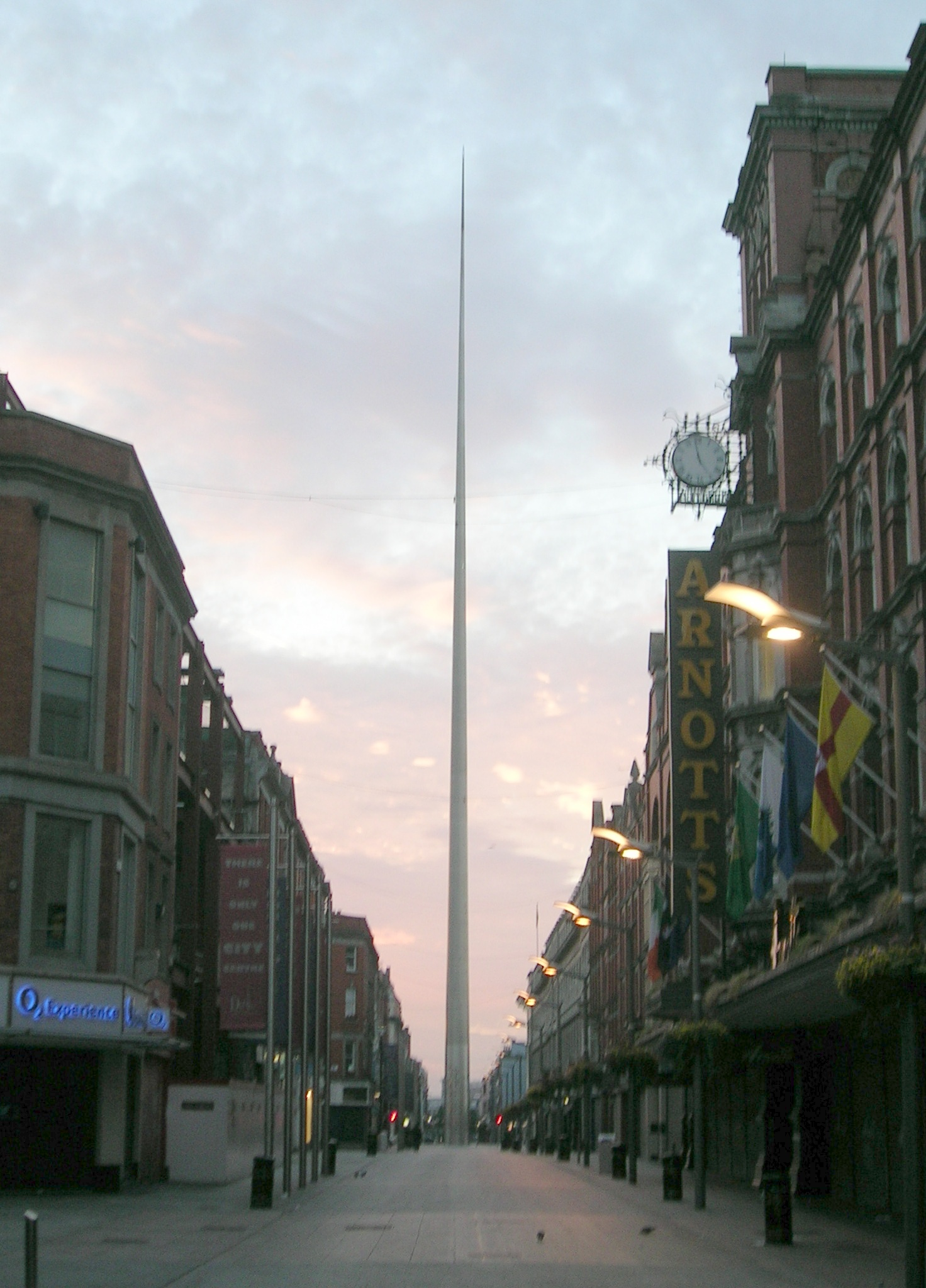
El Spire de Dublín simbolitza la modernització i la prosperitat creixent d'Irlanda.

### Mercat immobiliari
Es va afirmar que el retorn del boom l'any 2004 va ser principalment el resultat de la recuperació del gran sector de la construcció amb la demanda provocada pel primer boom. El sector de la construcció representava gairebé el 12% del PIB i una gran proporció de l'ocupació entre els homes joves i no qualificats. Diverses fonts, inclosa The Economist, van advertir dels valors excessius de la propietat irlandesa. El 2004 es van construir 80.000 habitatges nous, en comparació amb les 160.000 del Regne Unit – una nació que té 15 vegades la població d'Irlanda. Els preus de l'habitatge es van duplicar entre el 2000 i el 2006; Els incentius fiscals van ser un factor clau d'aquesta pujada de preus, i el govern de Fianna Fáil - Demòcrates Progressistes va rebre posteriorment crítiques substancials per aquestes polítiques.
El gener de 2009, l'economista de la UCD Morgan Kelly va predir que els preus de l'habitatge caurien un 80% de màxim a mínim en termes reals.

### Pèrdua de competitivitat
L'augment dels salaris, la inflació i la despesa pública excessiva van provocar una pèrdua de competitivitat de l'economia irlandesa. Els salaris irlandesos eren substancialment per sobre de la mitjana de la UE, especialment a la regió de Dublín, tot i que molts estats més pobres d'Europa de l'Est s'havien incorporat a la UE des del 2004, fet que va reduir substancialment el salari mitjà de la UE per sota del nivell de 1995. Tanmateix, els sectors mal pagats, com el comerç al detall i l'hostaleria, es van mantenir per sota de la mitjana de la UE-15. Les pressions afecten principalment els llocs de treball no qualificats, semiqualificats i de fabricació. La subcontractació de llocs de treball professionals també va augmentar, amb Polònia el 2008 guanyant diversos centenars de llocs de treball antics irlandesos de les divisions de comptabilitat de Philips i Dell.

### Foment de la indústria autòctona
Un dels principals reptes als quals s'enfronta Irlanda és la promoció reeixida de la indústria autòctona. Tot i que Irlanda comptava amb algunes grans empreses internacionals, com ara AIB, CRH, Élan, Kerry Group, Ryanair i Smurfit Kappa, hi ha poques empreses amb més de mil milions d'euros d'ingressos anuals. El govern ha encarregat a Enterprise Ireland la tasca d'impulsar la indústria autòctona d'Irlanda i va llançar un lloc web l'any 2003 amb l'objectiu d'agilitzar i comercialitzar el procés d'inici d'un negoci a Irlanda.

### Dependència de fonts energètiques estrangeres
Irlanda depèn de combustibles fòssils importats per a més del 80% de la seva energia. Durant molts anys, a mitjans del segle xx, Irlanda va limitar la seva dependència de fonts d'energia externes desenvolupant les seves torberes, construint diversos projectes hidroelèctrics, inclosa una presa a Ardnacrusha al riu Shannon el 1928, desenvolupant jaciments de gas en alta mar i diversificant-se en carbó al riu Shannon. dècada de 1970. Com que el gas, la torba i l'energia hidroelèctrica s'han explotat gairebé completament a Irlanda, hi ha una necessitat contínua de combustibles fòssils importats en un moment de creixents preocupacions per la seguretat del subministrament i l'escalfament global. Una solució és desenvolupar fonts d'energia alternatives, inclosa l'energia eòlica i, en menor mesura, l'ona.
Actualment hi ha un parc eòlic marí en construcció a la costa est prop d'Arklow, i molts llocs remots a l'oest mostren potencial per al desenvolupament de parcs eòlics. Un informe de Sustainable Energy Ireland va indicar que si l'energia eòlica es desenvolupés correctament, Irlanda podria un dia exportarà l'excés d'energia eòlica si es resolen les dificultats naturals d'integrar l'energia eòlica a la xarxa nacional. L'energia eòlica al novembre de 2009 ja representava el 15,4% de la capacitat total de generació instal·lada a l'estat. El 2020, el govern irlandès preveu que el 40% de les necessitats energètiques del país provindran de fonts renovables, molt per sobre de la mitjana de la UE.

### Distribució de la riquesa
La nova riquesa d'Irlanda es distribueix de manera desigual. Les Nacions Unides van informar l'any 2004 que Irlanda era el segon lloc després dels EUA en desigualtat entre les nacions occidentals. Hi ha certa oposició a la teoria que la riquesa d'Irlanda s'ha distribuït de manera inusualment desigual, entre ells l'economista i periodista David McWilliams. Cita xifres d'Eurostat que indiquen que Irlanda està just per sobre de la mitjana en termes d'igualtat per un tipus de mesura. A més, la desigualtat d'Irlanda persisteix per altres mesures. Segons un informe de l'ESRI publicat el desembre de 2006, el nivell de pobresa infantil d'Irlanda ocupa el lloc 22 entre els 26 països més rics i és el segon país més desigual d'Europa.

### Escàndols bancaris
El New York Times l'any 2005 va descriure Irlanda com el "salvatge oest de les finances europees", una percepció que va ajudar a impulsar la creació de l'Autoritat reguladora dels serveis financers irlandesos. Malgrat el seu mandat per a una supervisió més estricta, l'agència mai va imposar sancions importants a cap institució irlandesa, tot i que Irlanda havia experimentat diversos escàndols bancaris importants en cobrar excessivament als seus clients. Els representants del sector van qüestionar la idea que Irlanda pugui ser la llar de fraus financers sense control. El desembre de 2008, les irregularitats en els préstecs dels administradors que havien estat mantinguts fora del balanç d'un banc durant vuit anys van obligar a la dimissió del regulador financer. El comentarista econòmic David McWilliams ha descrit l'enfonsament de l'Anglo Irish Bank com a Enron d'Irlanda.

## Contracció del tigre
En una anàlisi econòmica, l'Institut d'Investigació Econòmica i Social (ESRI) el 24 de juny de 2008 va preveure la possibilitat que l'economia irlandesa experimentés un creixement negatiu marginal el 2008. Aquesta seria la primera vegada des de 1983. Esbossant les possibles perspectives per a l'economia per al 2008, l'ESRI va dir que la producció de béns i serveis podria caure aquell any, que hauria estat la definició irlandesa d'una recessió lleu. També va predir una recuperació el 2009 i el 2010. 
El setembre de 2008, Irlanda es va convertir en el primer país de la zona euro a entrar oficialment en recessió. La recessió va ser confirmada per les xifres de l'Oficina Central d'Estadística que mostren l'esclat de la bombolla immobiliària i un col·lapse de la despesa del consumidor que va posar fi al boom que va ser el Tigre Celta. Les xifres mostren que el producte interior brut (PIB), que mesura el valor de tots els béns i serveis produïts a l'Estat, va caure un 0,8% en el segon trimestre del 2008 respecte al mateix trimestre del 2007. Aquest va ser el segon trimestre consecutiu de creixement econòmic negatiu, que és la definició de recessió. El tigre celta va ser declarat mort l'octubre de 2008.
En una entrevista de novembre de 2008 a Hot Press , en una avaluació sombría de la situació d'Irlanda, aleshores el taoiseach Brian Cowen va dir que molta gent encara no s'adonava de com de malament estaven les finances públiques. El 30 de gener de 2009, el deute públic d'Irlanda s'havia convertit en el més arriscat de la zona euro, superant els bons sobirans de Grècia, segons els preus de l'intercanvi de crèdit per incompliment. El febrer de 2009, el Taoiseach Brian Cowen va dir que l'economia d'Irlanda semblava a punt de contraure's un 6,5% el 2009.

## Conseqüències
L'antic Taoiseach Garret FitzGerald va culpar l'estat econòmic d'Irlanda el 2009 d'una sèrie d'errors "calamitosos" de la política governamental. Entre els anys 2000 i 2003, l'aleshores ministre de Finances Charlie McCreevy va augmentar la despesa pública en un 48% mentre reduïa l'impost sobre la renda. Un segon problema es va produir quan les polítiques governamentals van permetre, o fins i tot encoratjar, el desenvolupament d'una bombolla immobiliària, "a una escala immensa". No obstant això, no va escriure res de l'impacte dels baixos tipus d'interès del Banc Central Europeu que van finançar la bombolla immobiliària i van agreujar encara més el sobreescalfament de l'economia
El premi Nobel Paul Krugman va tenir una predicció desoladora, "Pel que fa a respondre a la recessió, Irlanda sembla estar realment, realment, sense opcions, a part d'esperar una recuperació impulsada per les exportacions, si i quan la resta del món recuperi".
El Fons Monetari Internacional a mitjans d'abril de 2009 va pronosticar un panorama molt pobre per a Irlanda. Va preveure que l'economia irlandesa es contrairia un 8% el 2009 i un 3% el 2010. - i això podria ser del costat optimista.
El 19 de novembre de 2010, el govern irlandès va iniciar converses sobre un paquet d'ajuda econòmica multimilionària amb experts del Fons Monetari Internacional (FMI) i la Unió Europea. Es preveia que l'atur a Irlanda augmentaria gairebé un 17 per cent el 2010, va declarar l'Institut de Recerca Econòmica i Social (ESRI) en un informe publicat el 28 d'abril de 2009, però, la taxa d'atur el 2010 es va mantenir en el 14%. El 2010, la taxa d'atur era del 14,8 per cent i, per evitar la caiguda econòmica, Irlanda va demanar 67.500 milions d'euros (85.700 milions de dòlars) al Fons Monetari Internacional i als membres de la zona de l'euro. Prendre els diners significava acceptar l'austeritat.
La contracció econòmica a Irlanda va acabar el 2015, quan l'economia va començar a créixer. L'economia va començar a superar la resta de la Unió Europea després d'aquest període. L'economia d'Irlanda va continuar creixent el 2022 augmentant un 11%, tot i que es preveu que s'alentiri amb la recessió mundial.

## Impacte cultural
El tigre celta va tenir més que un impacte econòmic, afectant també el teló de fons social d'Irlanda. La investigació de 2007 de l'Institut d'Investigació Econòmica i Social, abans de l'accident, va trobar que les pors sobre una desigualtat social més àmplia, una disminució de la vida comunitària i un enfocament més egoista i materialista de la vida eren en gran part infundades, i que l'impacte social del tigre celta havia tingut en gran part positiva. L'auge econòmic va provocar uns nivells d'emigració més baixos i una immigració més alta del que havia estat històricament, mentre que el govern de l'època va reconèixer la tensió continuada d'alguns serveis públics i que es manté la "provisió d'habitatge social, guarderia i integració dels nouvinguts". prioritats polítiques.